# Зелений Гай (Дубовиківська сільська громада)
Зеле́ний Гай —  село в Україні, у Дубовиківській сільській громаді Синельниківського району Дніпропетровської області.

## Географія

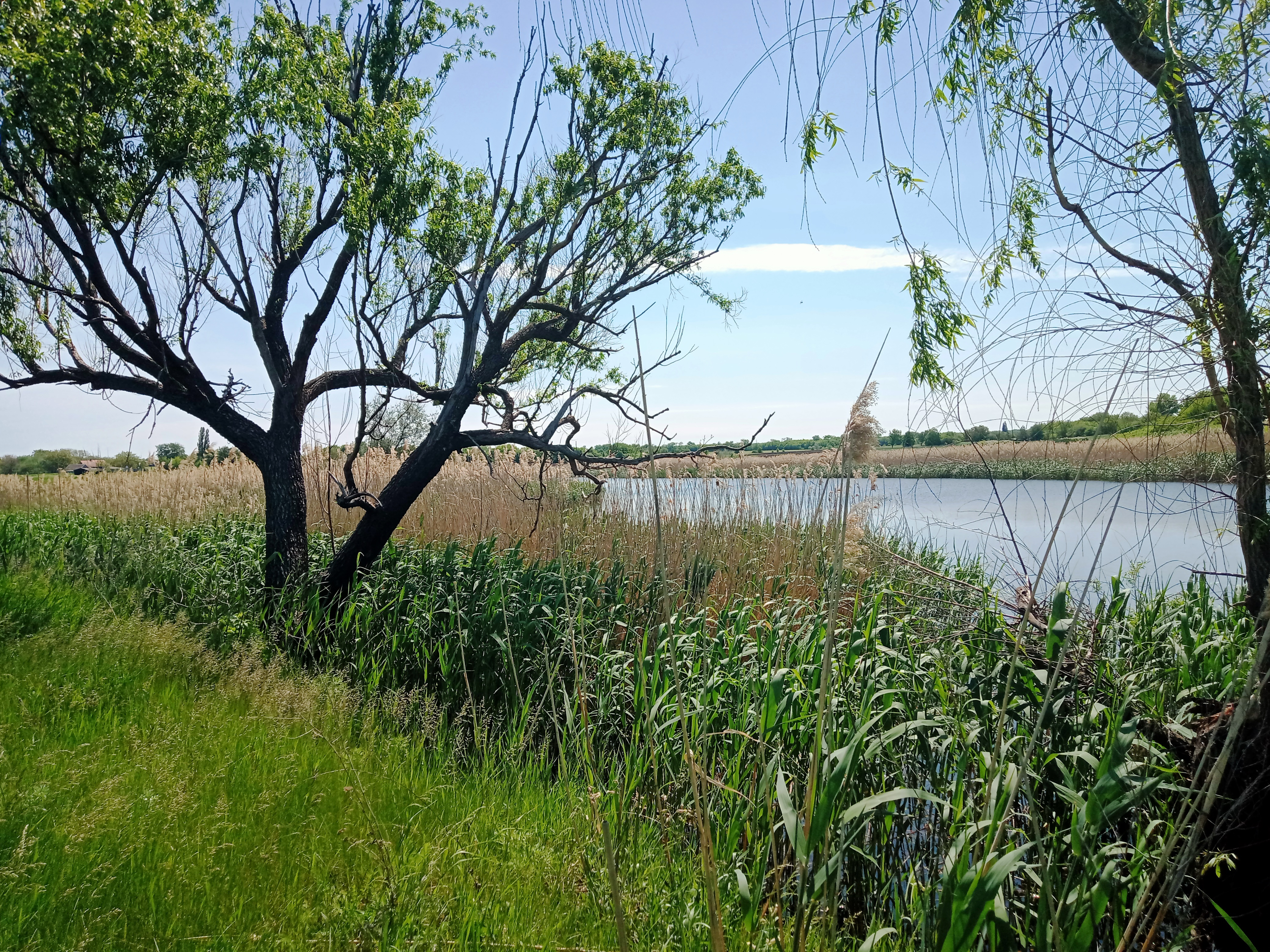
Природа околиць села

Село Зелений Гай знаходиться за 4-х км від правого берега річки Чаплина, за 1,5 км на південь від села Довге, за 2,5 км на північ від села Копані, за 35 км на схід від селища Васильківка і за 12 км від залізничної станції Просяна на лінії Покровськ — Чаплине Донецької залізниці.
Через село проходить автомобільна дорога Т 0427.

## Історія
Село засноване у 1921 році вихідцями з Маломихайлівки Покровського району. З 1929 року є центром сільської ради.
До 2017 року було центром Зеленогайської сільської ради. Населення становить 300 осіб.
12 червня 2020 року, відповідно до розпорядження Кабінету Міністрів України № 709-р від «Про визначення адміністративних центрів та затвердження територій територіальних громад Дніпропетровської області», увійшло до складу Дубовиківської сільської громади.
19 липня 2020 року, в результаті адміністративно-територіальної реформи та ліквідації Васильківського району, село увійшло до складу новоутвореного Синельниківського району.

## Населення

### Мова
Розподіл населення за рідною мовою за даними перепису 2001 року:
| Мова       | Кількість | Відсоток |
| ---------- | --------- | -------- |
| українська | 286       | 95.33%   |
| російська  | 13        | 4.33%    |
| угорська   | 1         | 0.37%    |
| Усього     | 300       | 100%     |

## Господарство і побут
Газифіковане.
У Зеленому Гаї є загальноосвітня школа, ФАП, бібліотека.